# Frederick Lundin
Frederick Lundin (* 18. Mai 1868 in Hästholmen, Schweden; † 20. August 1947 in Beverly Hills, Kalifornien) war ein US-amerikanischer Politiker. Zwischen 1909 und 1911 vertrat er den Bundesstaat Illinois im US-Repräsentantenhaus.

## Werdegang
Im Jahr 1880 kam Frederick Lundin aus seiner schwedischen Heimat nach Chicago, wo er eine akademische Schulausbildung erhielt. Später wurde er Präsident der Firma Lundin & Co, die Chemikalien herstellte. Gleichzeitig schlug er als Mitglied der Republikanischen Partei eine politische Laufbahn ein. Zwischen 1894 und 1898 saß er im Senat von Illinois. Bei den Kongresswahlen des Jahres 1908 wurde er im siebten Wahlbezirk seines Staates in das US-Repräsentantenhaus in Washington, D.C. gewählt, wo er am 4. März 1909 die Nachfolge von Philip Knopf antrat. Da er im Jahr 1910 nicht bestätigt wurde, konnte er bis zum 3. März 1911 nur eine Legislaturperiode im Kongress absolvieren.
Nach dem Ende seiner Zeit im US-Repräsentantenhaus nahm Frederick Lundin seine frühere Tätigkeit wieder auf. Im Jahr 1916 zog er sich in den Ruhestand zurück. Politisch wurde er ein einflussreicher republikanischer Parteiboss in Chicago. 1915 war er maßgeblich an der Wahl des Bürgermeisters William Hale Thompson beteiligt. Lundin starb am 20. August 1947 in Beverly Hills.